# Motuhaga
Motuhaga es el nombre que recibe una isla administrada por Nueva Zelanda en el territorio dependiente de Tokelau, parte del atolón de Nukunonu en las coordenadas geográficas 09°12′S 171°50′O / -9.200, -171.833. La isla está unida a Nukunonu el pueblo más grande en el atolón a través de un puente. Posee 0,1 kilómetros cuadrados de superficie, 1,3 kilómetros de circunferencia, 0,5 km de largo y 0,18 km de ancho.